# Zhang Yangming
Zhang Yangming (chinesisch 张洋铭; * 31. August 1994 in Tonghua) ist ein chinesischer Skirennläufer.

## Karriere
Zhang Yangming gab sein internationales Renndebüt am 1. Dezember 2011 bei einem Slalom des Far East Cups in Wanlong. 
Sein erstes internationales Großereignis bestritt er 2017 bei den Weltmeisterschaften in St. Moritz. Dort belegte er im Slalom den 69. Rang. Bis zu diesem Zeitpunkt war er ausschließlich im Far East Cup sowie bei FIS-Rennen in Asien gestartet. Im darauffolgenden Jahr startete er erstmals bei Olympischen Winterspielen. In Pyeongchang erreichte er Platz 69 im Riesenslalom.
2022 nahm Zhang Yangming erneut an Olympischen Winterspielen teil. Bei den Wettkämpfen in Peking erreichte er mit Platz 16 in der Alpinen Kombination das beste Ergebnis eines chinesischen Skirennläufers in einem Einzelwettbewerb bei einem internationalen Großereignis.
Am 11. Januar 2024 erreichte Zhang Yangming beim Super-G von Yanqing seinen ersten Podestplatz im Far East Cup.

## Erfolge

### Olympische Winterspiele
- Pyeongchang 2018: 69. Riesenslalom
- Peking 2022: 15. Mannschaft, 16. Alpine Kombination, 33. Super-G, 36. Riesenslalom, DNF Abfahrt, DNF Slalom

### Weltmeisterschaften
- St. Moritz 2017: 69. Slalom, DSQ Riesenslalom
- Åre 2019: 54. Riesenslalom, DNF Slalom

### Far East Cup
- 4 Platzierungen unter den besten 10, davon ein Podestplatz

### Australian New Zealand Cup
- 2 Platzierungen unter den besten 15

### Weitere Erfolge
- 4 Siege bei FIS-Rennen